# 赤木桁平
赤木 桁平（あかぎ こうへい、本名：池崎 忠孝（いけざき ただよし、後年はちゅうこうと名乗ることもあった）、旧姓：赤木、1891年（明治24年）2月9日 - 1949年（昭和24年）12月10日）は、日本の評論家、政治家。
初めて夏目漱石の伝記を書いた人物であり、また大正期の「遊蕩文学撲滅論」で一世を風靡した。衆議院議員3期（第19回、20回、21回総選挙に当選）。

## 来歴
岡山県阿哲郡万歳村（現・新見市）生まれ。父の赤木辰三郎は三菱系の吉岡銅山で測量関係の仕事に就いていたが、会社と対立して辞職、鉱山開発に着手したが桁平が18歳のときに破産した。旧制高梁中学校（現・岡山県立高梁高等学校）卒業後、第六高等学校を経て、東京帝国大学法科大学独法科に進む。六高在学中、学費の支出を条件に、大阪府北河内郡四条村（現・大東市）のメリヤス業者・池崎小三郎の養子に入る。六高校友会誌に「鈴木三重吉論」を発表し、1912（大正元）年に三重吉の斡旋により『新時代の書翰文』を出版する。
1913年東京帝国大学法科大学入学後、鈴木三重吉の紹介で夏目漱石門下に入り、漱石命名による「赤木桁平」の筆名で文芸評論を書く。白樺派を真っ先に評価した評論家であった。とりわけ有名なのは、1916年（大正5年）8月6日から8日まで読売新聞に載せた「『遊蕩文学』の撲滅」（のち10月『芸術上の理想主義』所収）である（外部リンク「『遊蕩文学』の撲滅」参照）。これは、当時、花柳界を舞台にした小説が多く、「情話新集」なるシリーズが出ていたのを、「遊蕩文学」と名づけて攻撃したものであった。その筆頭たる攻撃目標は近松秋江だったが、ほかに長田幹彦、吉井勇、久保田万太郎、後藤末雄が槍玉に挙げられた。これは論争になったが、久保田や後藤は、攻撃されるほど花柳小説を書いてはいなかったし、当時、東京帝大系で非漱石系の親玉だった小山内薫が反論した中に「なぜ自分や永井荷風が攻撃目標になっていないのか」とあったが、谷崎潤一郎も批判されていなかった。また、もし少しも遊蕩的でない小説を書く者といったら、漱石と小川未明くらいしかいないではないかという反論もあった。谷崎や荷風が攻撃から外されていた点については、赤木が当時谷崎と親しく、谷崎の庇護者だった荷風にも遠慮したからだろうとされている。
東京帝大卒業後の1917年（大正6年）『萬朝報』に入社し、論説部員を務めた。養家の長女との結婚を養父母に反対されるも妊娠がわかり1918年に入籍、長男修吉誕生。帝劇女優とのゴシップを起こしたことをきっかけに退職した後、大阪に戻り家業のメリヤス業を継ぐ。商才はなかったが、住友本社部長で歌人の川田順や、山発産業創業者で佐伯祐三のコレクターでもある山本発次郎（地元旧制高梁中学の先輩）、初代関西配電（現：関西電力）社長である田邊隆二（旧制高梁中学の先輩）らと交際を深め、関西財界に食い込んでいった。野村合名会社重役の児山破魔吾に時局講演会を評価されて、1929年（昭和4年）に講演会の速記録『米国怖るゝに足らず』を本名の池崎忠孝で出版し、ベストセラーとなる。以降、日米戦争を必然とする立場から旺盛な著作活動を行なうようになる。1932年（昭和7年）、軍事評論家としての知名度を武器に第18回衆議院議員総選挙に立候補するも落選。1936年（昭和11年）に第19回衆議院議員総選挙で大阪府第3区より当選。1937年（昭和12年）第1次近衛内閣で文部参与官を務める。第2次近衛内閣で木戸幸一と多く接触する。1943年（昭和18年）の財団法人大日本育英会の創立に尽力した。
1945年（昭和20年）12月2日、連合国軍最高司令官総司令部は日本政府に対し赤木を逮捕するよう命令（第三次逮捕者59名中の1人）、A級戦犯の容疑で巣鴨拘置所に勾留される。同年12月6日に衆議院議員を辞職。後に病気のため釈放されるも、公職追放となり、そのまま不遇のうちに死去。

## 著書
赤木桁平名義
- 芸術上の理想主義 洛陽堂,1916
- 夏目漱石 新潮社,1917
- 近代心の諸象 阿蘭陀書房,1917
- 人及び思想家としての高山樗牛 新潮社,1918
- 太子所行讃 大村書店,1921

池崎忠孝名義
- 米国怖るゝに足らず 先進社, 1929
- 日本潜水艦 太平洋作戰と潜水艦戰 先進社, 1929
- 世界を脅威するアメリカニズム 天人社,1930
- 亡友芥川竜之介への告別 天人社,1930
- 大英帝国日既に没す 先進社,1931
- 六割海軍戦ひ得るか 続米国怖るゝに足らず 先進社,1931
- 満蒙問題の正しき認識 天人社,1931
- 英米現勢論 米国の勃興と英国の没落 先進社,1932
- 宿命の日米戦争 先進社,1932
- 太平洋戦略論 先進社,1932
- 天才帝国日本の飛騰 新光社,1933
- 最近軍事問題論攷 大村書店,1936
- 国防の立場から 昭森社,1936
- 世界に立つ日本 今日の問題社,1937
- 英国敢て挑戦するか 第一出版社, 1937
- 蘇聯を監視せよ 第一出版社, 1937
- 世界大戦回顧録 第一出版社,1938
- 新支那論 モダン日本社,1938
- 新支那と新生活運動 目黒書店,1939
- 新嘉坡根拠地 英国の極東作戦 第一出版社,1939
- 日本最近対外政策論攷 第一出版社,1939
- 日米戰はヾ 太平洋戰爭の理論と實際 新潮社, 1941.2
- 概説石田三成 岡倉書房,1942
- 長期戦必勝 新潮社,1942
- 聖徳太子讃 岡倉書房,1943
- 世界は斯くして戦へり 駸々堂,1943(池崎忠孝選書)

### 評伝
- 佐藤卓己『池崎忠孝の明暗　教養主義者の大衆政治　近代日本メディア議員列伝6』（創元社、2023年）